# Peter Cornelius (photographe)
Pour les articles homonymes, voir Cornelius et Peter Cornelius (homonymie).
Peter Cornelius (6 juin 1913 – 5 septembre 1970) est un photographe et photojournaliste allemand.
Après la Seconde Guerre mondiale, il commence sa carrière à Kiel, sa ville natale, avec des reportages, de la photographie de paysage ou de voile. Au milieu des années cinquante, il se spécialise comme un des premiers photographes en Allemagne dans le domaine de la photographie en couleurs. En 1960, il se fait connaître à un plus grand public par la exposition spéciale Magie der Farbe ("Magie de couleur") pendant la photokina à Cologne. Son œuvre la plus fameuse est le livre de photographies en couleurs Couleur de Paris.